# John Russell Bartlett
Pour les articles homonymes, voir Bartlett.
John Russell Bartlett (né le 23 octobre 1805 à Providence (Rhode Island) et mort le 28 mai 1886 dans la même ville) est un linguiste et un historien américain.

## Biographie
John Bartlett, fils du marchand Smith Bartlett (1780–1867) et de son épouse Sarah Nancy Russell (1780–1851), grandit à Kingston (Ontario) jusqu'en 1824. La famille déménage au Canada en 1807. John Russell a reçu une éducation scolaire de base à Kingston et à partir de 1819, il a étudié à la Lowville Academy de Lowville dans le comté de Lewis (État de New York). En 1824, il retourna à Providence et y reste jusqu'en 1836. En 1832, il élargit la collection de livres de la Providence Franklin Society nouvellement fondée .
De 1836 à 1850, John Bartlett travaille à New York, d'abord comme marchand, puis dans le commerce du livre. Intéressé par l'ethnologie et la linguistique, il aida Albert Gallatin à fonder  en 1842 l'American Ethnological Society (en). La publication de l'ouvrage Dictionary of Americanisms en 1848, s'inscrit dans sa période à New York.
En 1850, Bartlett, en proie à des soucis financiers, se rend de Providence en tant que commissaire aux frontières jusqu'en 1853. Le président Franklin Pierce a remplacé Bartlett comme commissaire aux frontières en 1853. Le résultat des recherches dans le Sud-Ouest a été l'édition en deux volumes de Récit personnel des explorations et incidents au Texas, au Nouveau-Mexique, en Californie, à Sonora et à Chihuahua de 1854.
John Russell a terminé sa carrière professionnelle en tant qu'homme politique et a été secrétaire d'État du Rhode Island de 1855 à 1872. Il a écrit des ouvrages bibliographiques sur l'histoire de l'État du Rhode Island et est devenu bibliothécaire de la bibliothèque universitaire de Providence.
John Bartlett a épousé Eliza Allen Rhodes (1810–1853) le 15 mai 1831. Le couple a eu sept enfants. Parmi eux, quatre ont atteint l’âge adulte ; les deux filles Anna Russell (1835–1885) et Fanny Osgood (1850–1882) et les fils Henry Anthony (1838–1901), qui a servi comme major dans le Corps des Marines , et le futur contre-amiral et océanographe John Russell Bartlett (1843–1904).
Après la mort de sa première femme, Bartlett épousa Ellen Eddy (1829-1913) le 12 novembre 1863.
John Bartlett a été enterré au  cimetière Swan Point (en) à Providence.

## Distinctions
- 1812 : membre de l'American Antiquarian Society[5].

## Publications (sélection)
- John Russell Bartlett, The Progress of Ethnology: An Account of Recent Archæological, Philological and Geographical Researches in Various Parts of the Globe, Tending to Elucidate the Physical History of Man, New York, William Van Norden, 1847, 2nd éd. (lire en ligne)
- Bartlett, John Russell (1854). Personal Narrative of Explorations and Incidents in Texas, New Mexico, California, Sonora, and Chihuahua: Connected with the United States and Mexican Boundary Commission, During the Years 1850, '51, '52, and '53 (Vol. I) and (Vol. II) New York: D. Appleton & Company.
- John Russell Bartlett, Census of the Inhabitants of the Colony of Rhode Island and Providence Plantations, Providence, Anthony Knowles & Company, 1858 (lire en ligne)
- John Russell Bartlett, Records of the Colony of Rhode Island and Providence Plantations, in New England: 1784–1792, Providence, Providence Press Co., 1865 (lire en ligne)
- John Russell Bartlett, The Literature of the Rebellion: A Catalogue of Books and Pamphlets Relating to the Civil War of the United States, Boston, Draper and Halliday, 1866 (lire en ligne)
- John Russell Bartlett, The Soldiers' National Cemetery at Gettysburg: With the Proceedings at Its Consecration, at the Laying of the Corner-stone of the Monument, and at Its Dedication, Providence, Providence Press Co., 1874 (lire en ligne)
- John Russell Bartlett, Dictionary of Americanisms: A Glossary of Words and Phrases Usually Regarded as Peculiar to the United States, Boston, Little, Brown, and Company, 1877, 4th éd. (lire en ligne)

## Galerie

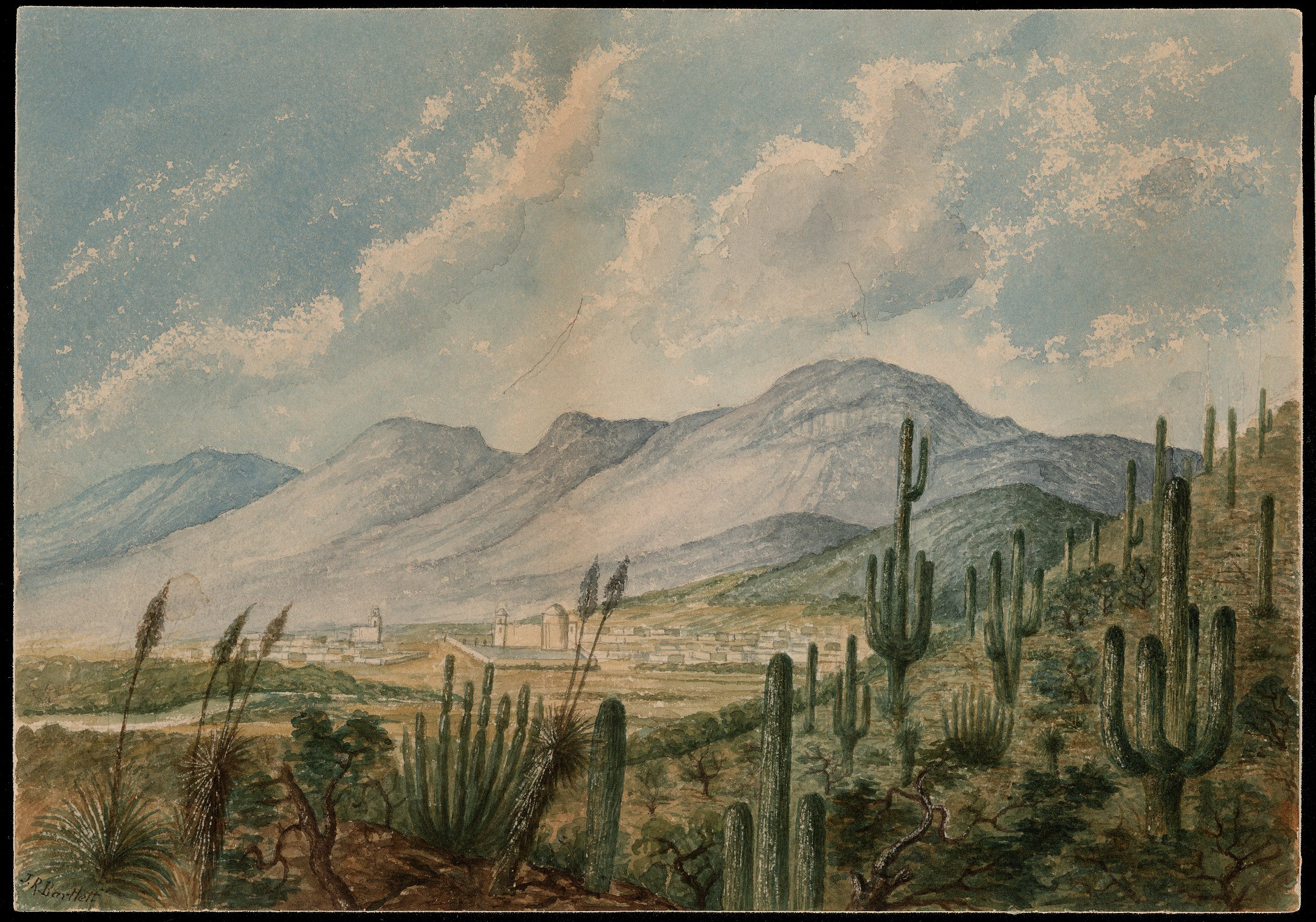
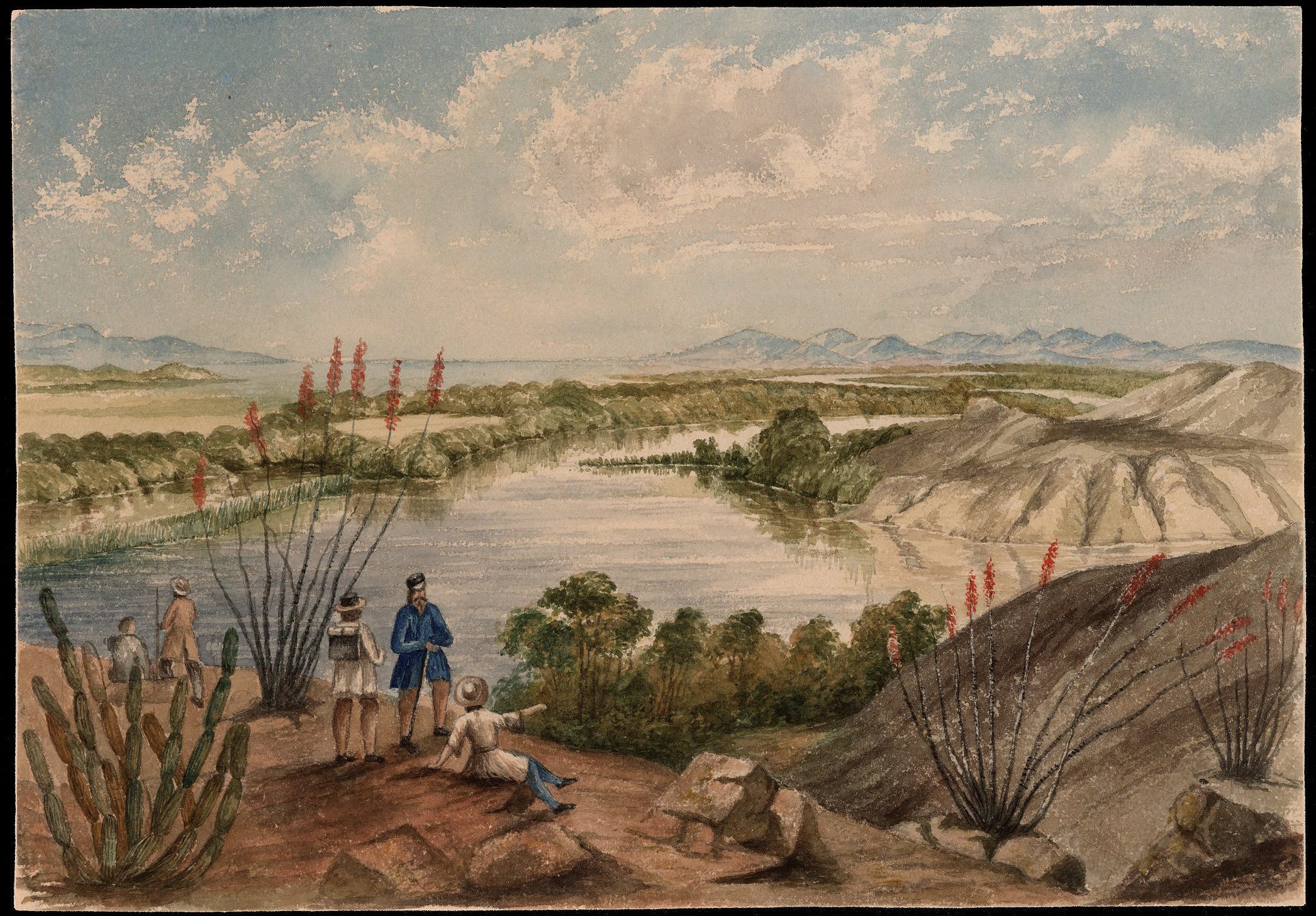
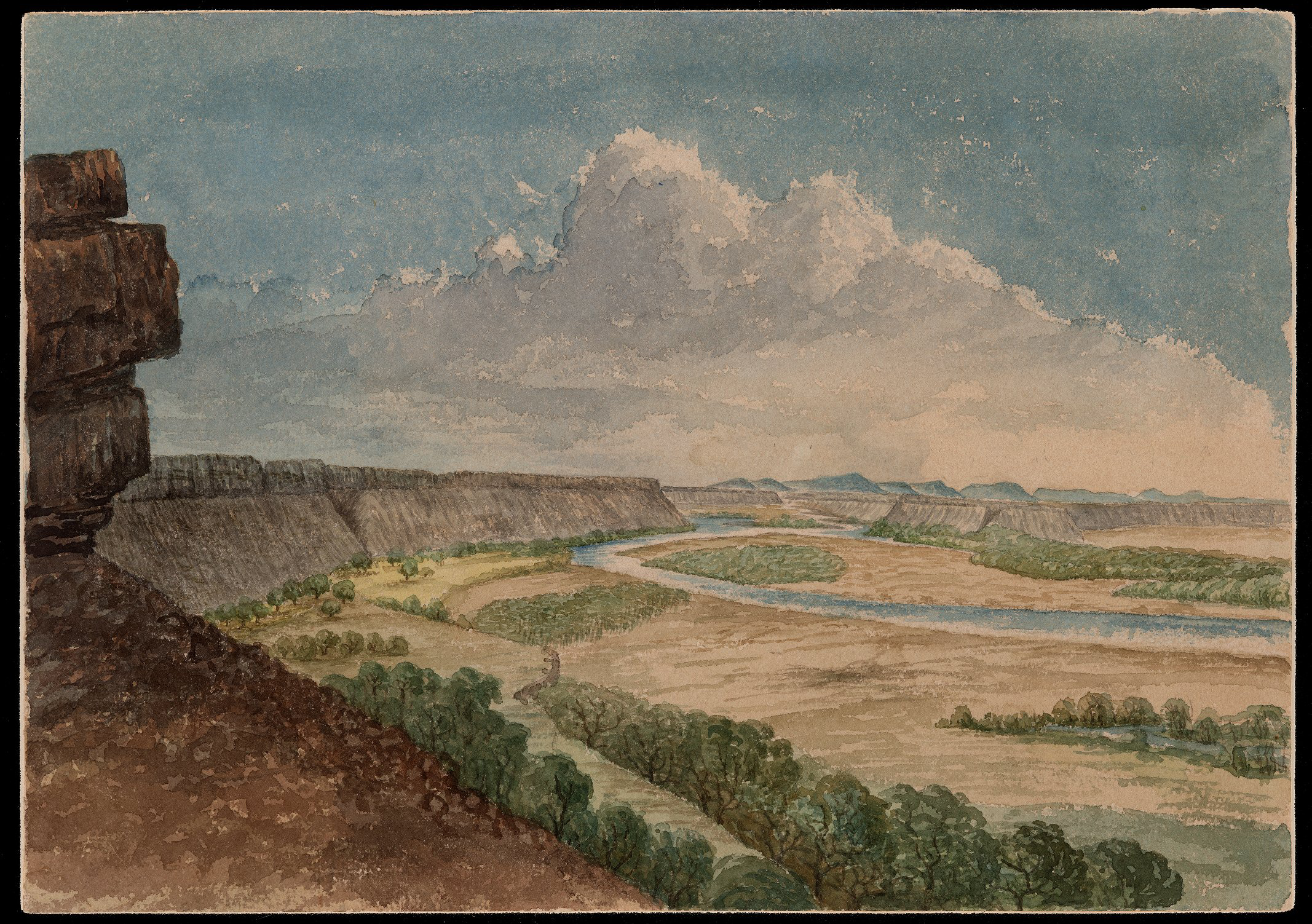
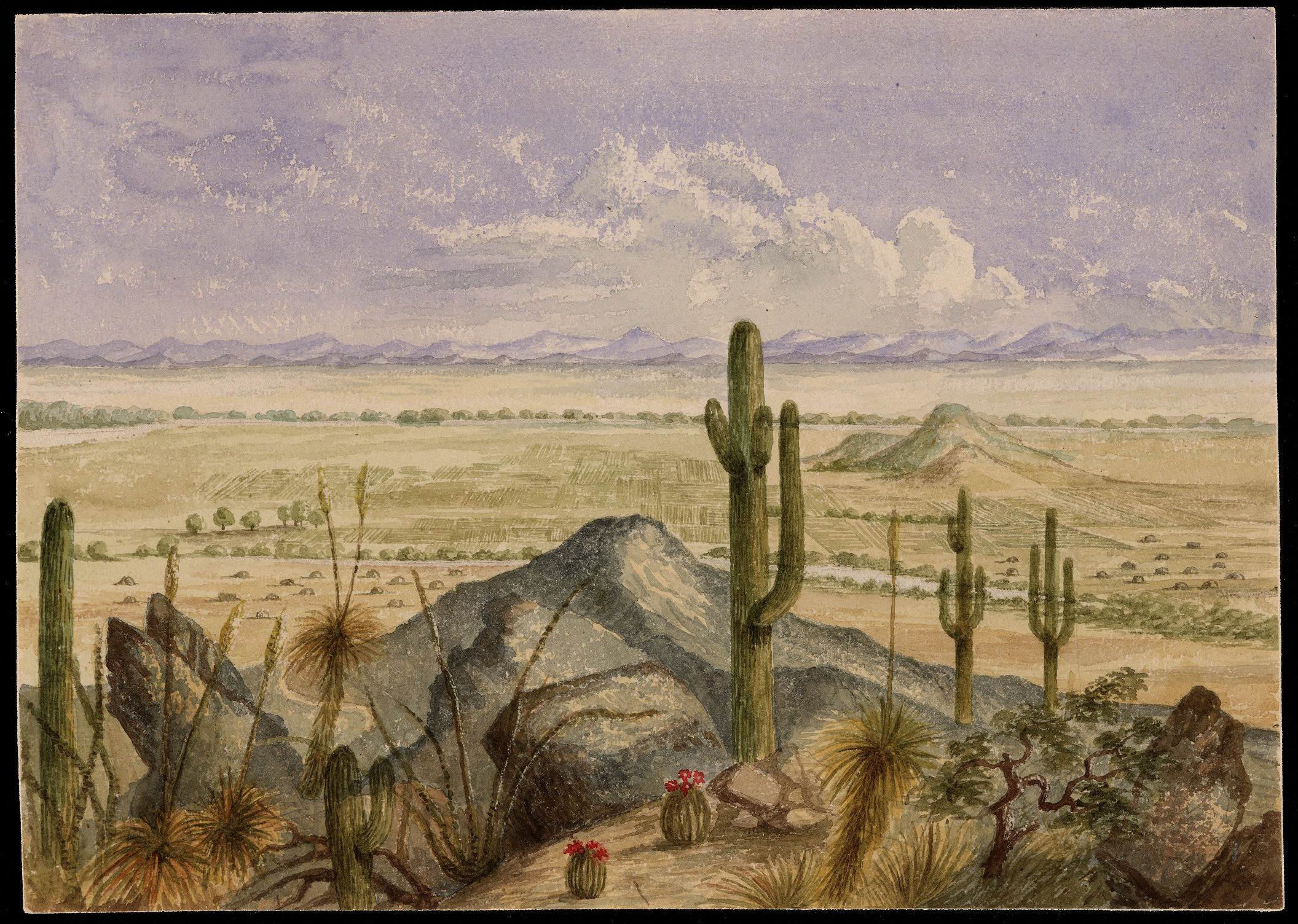
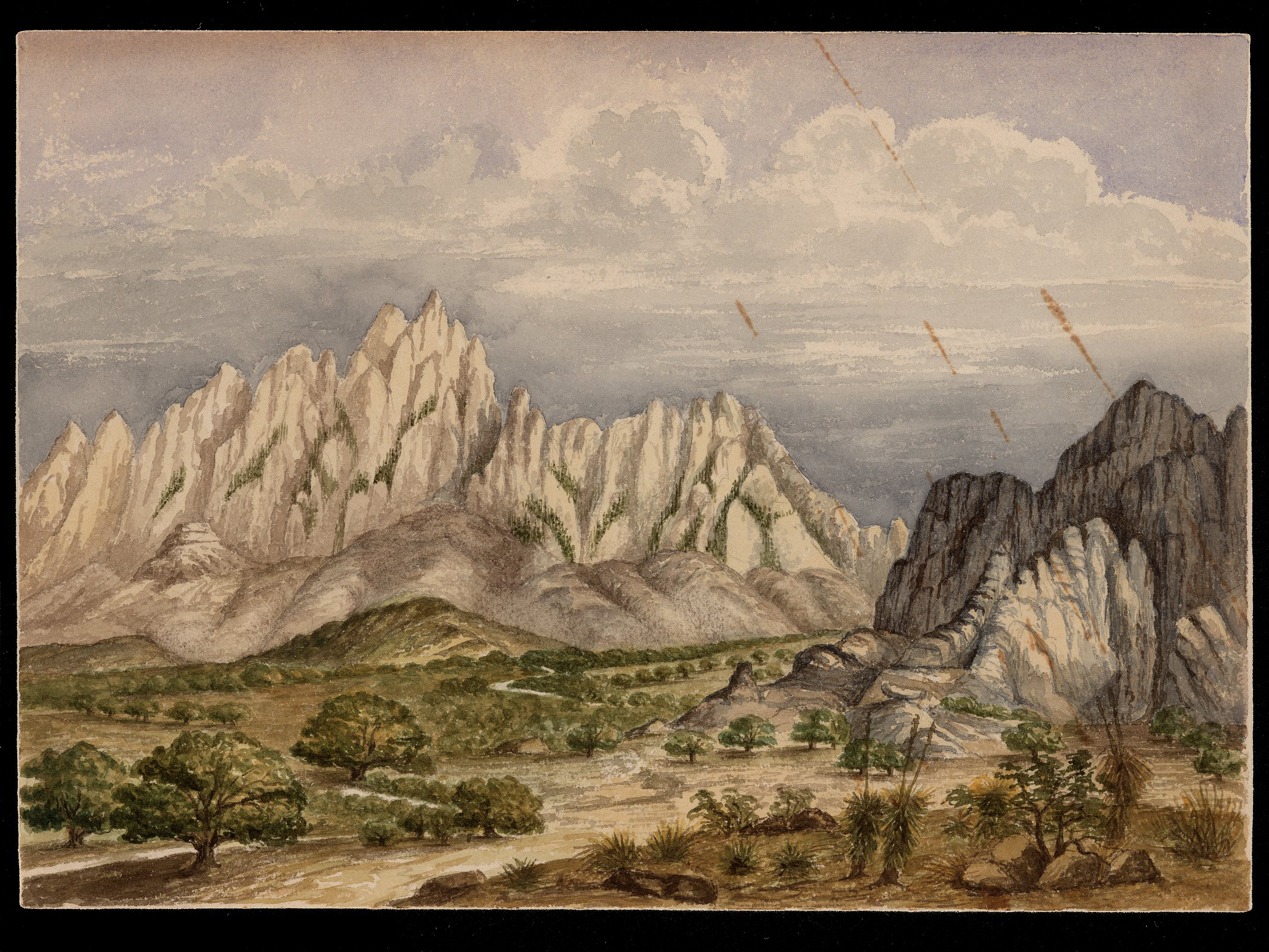
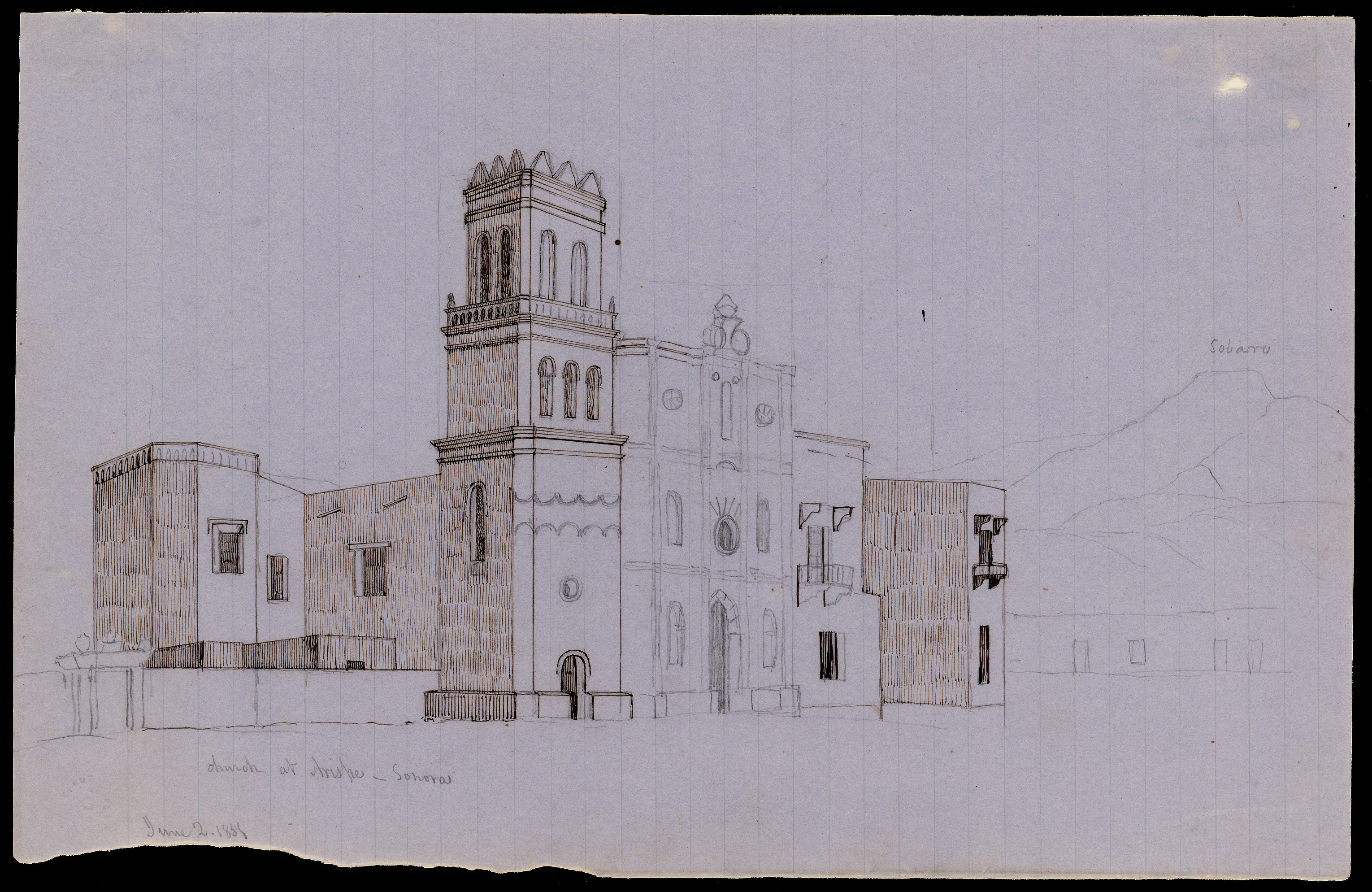
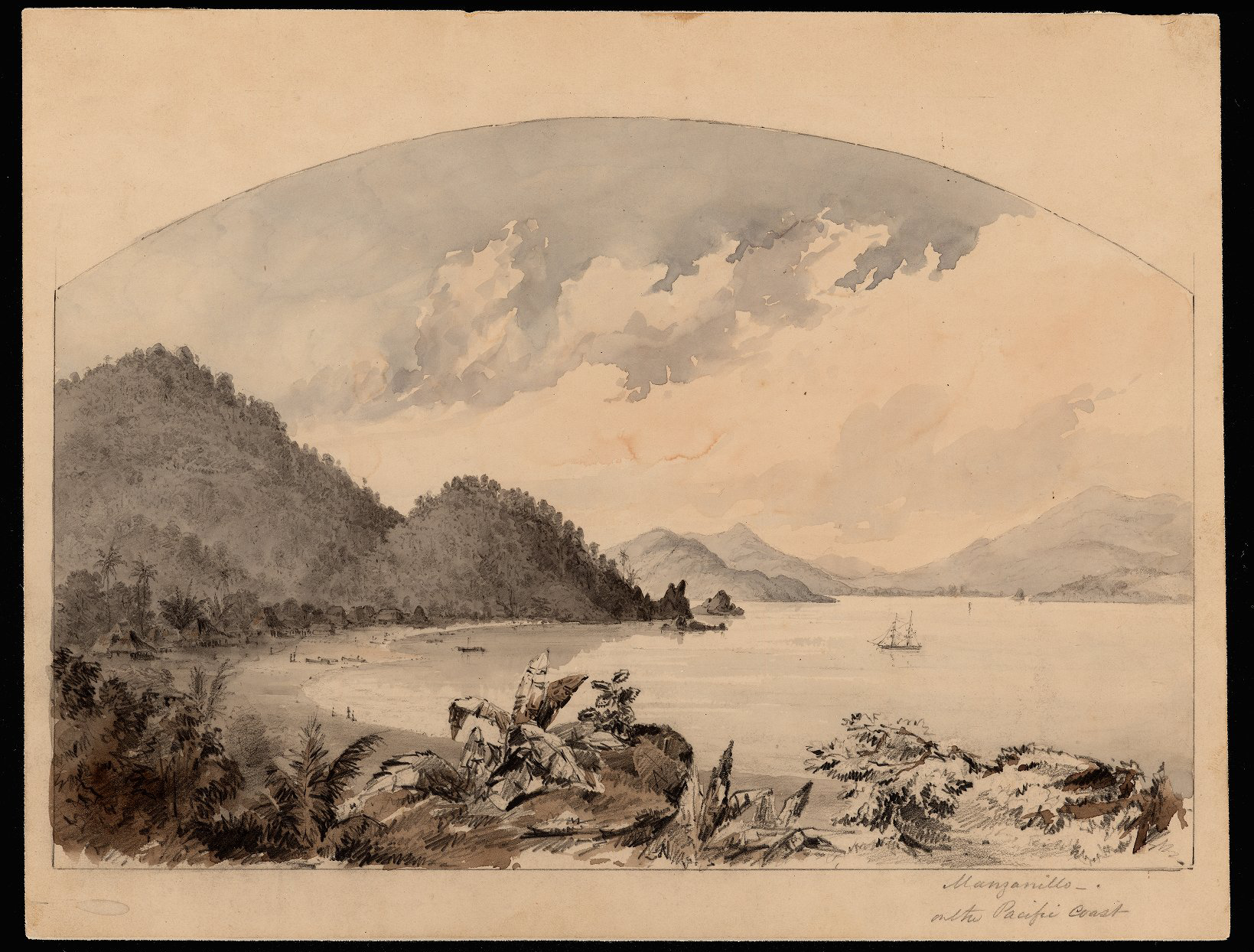
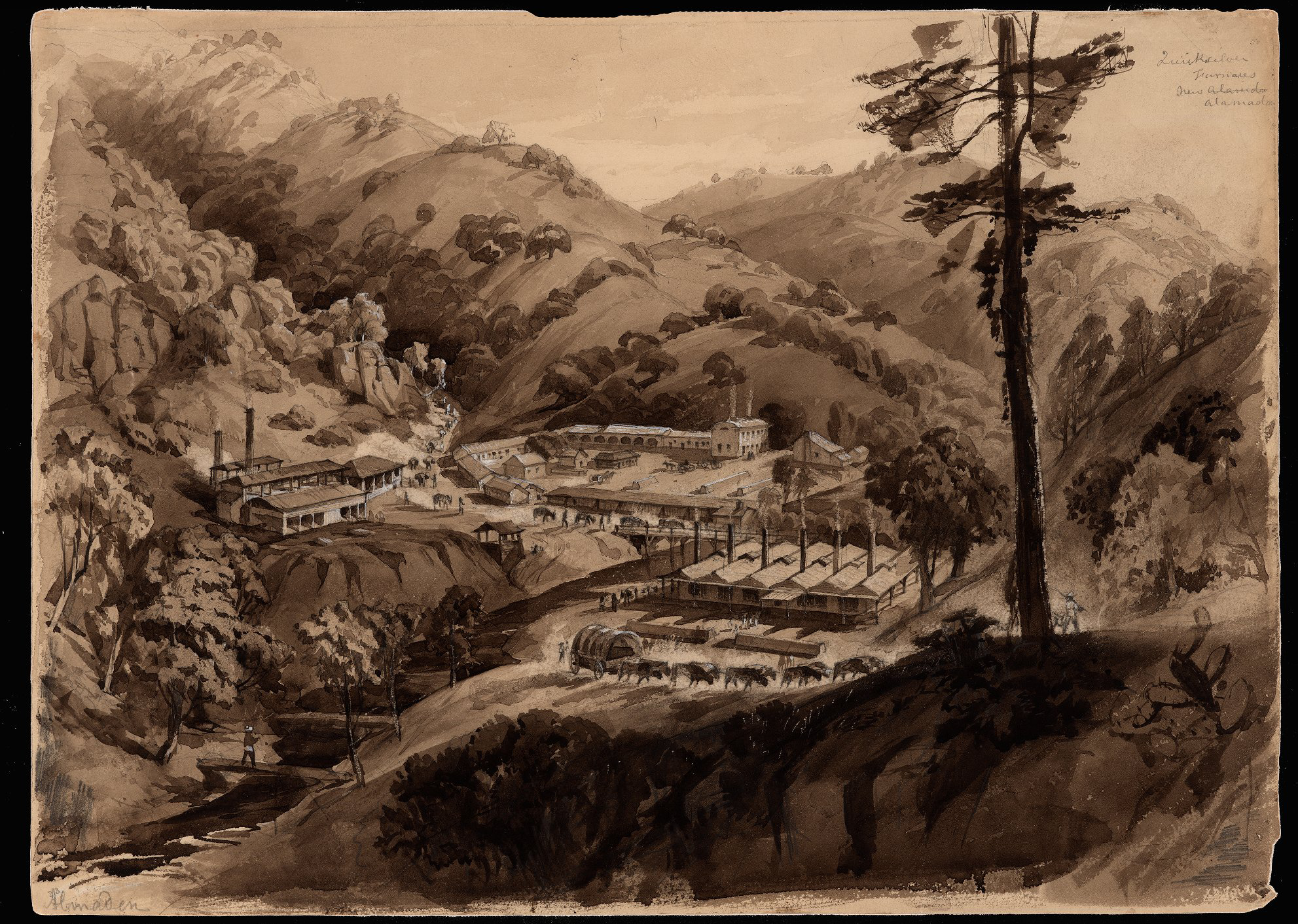
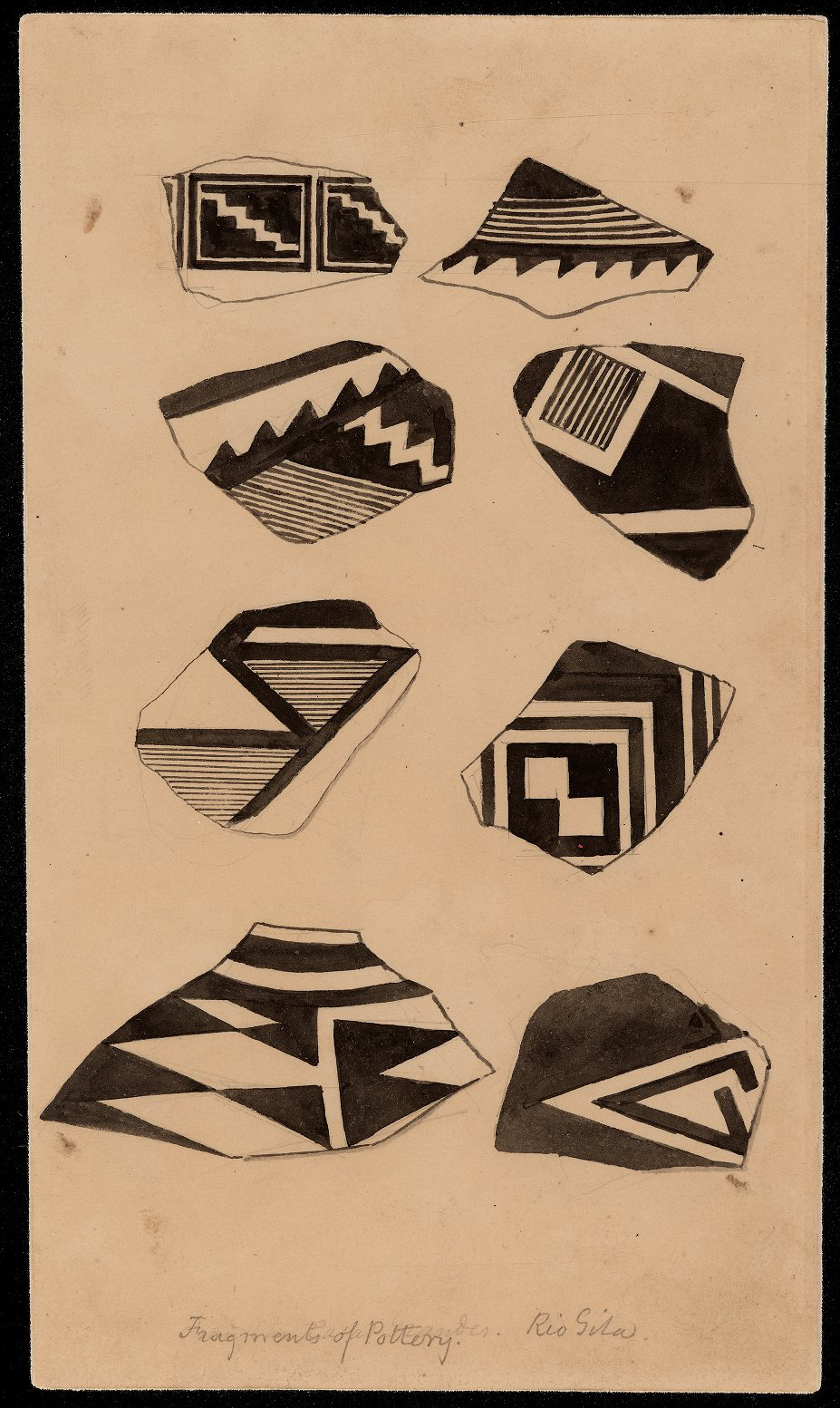
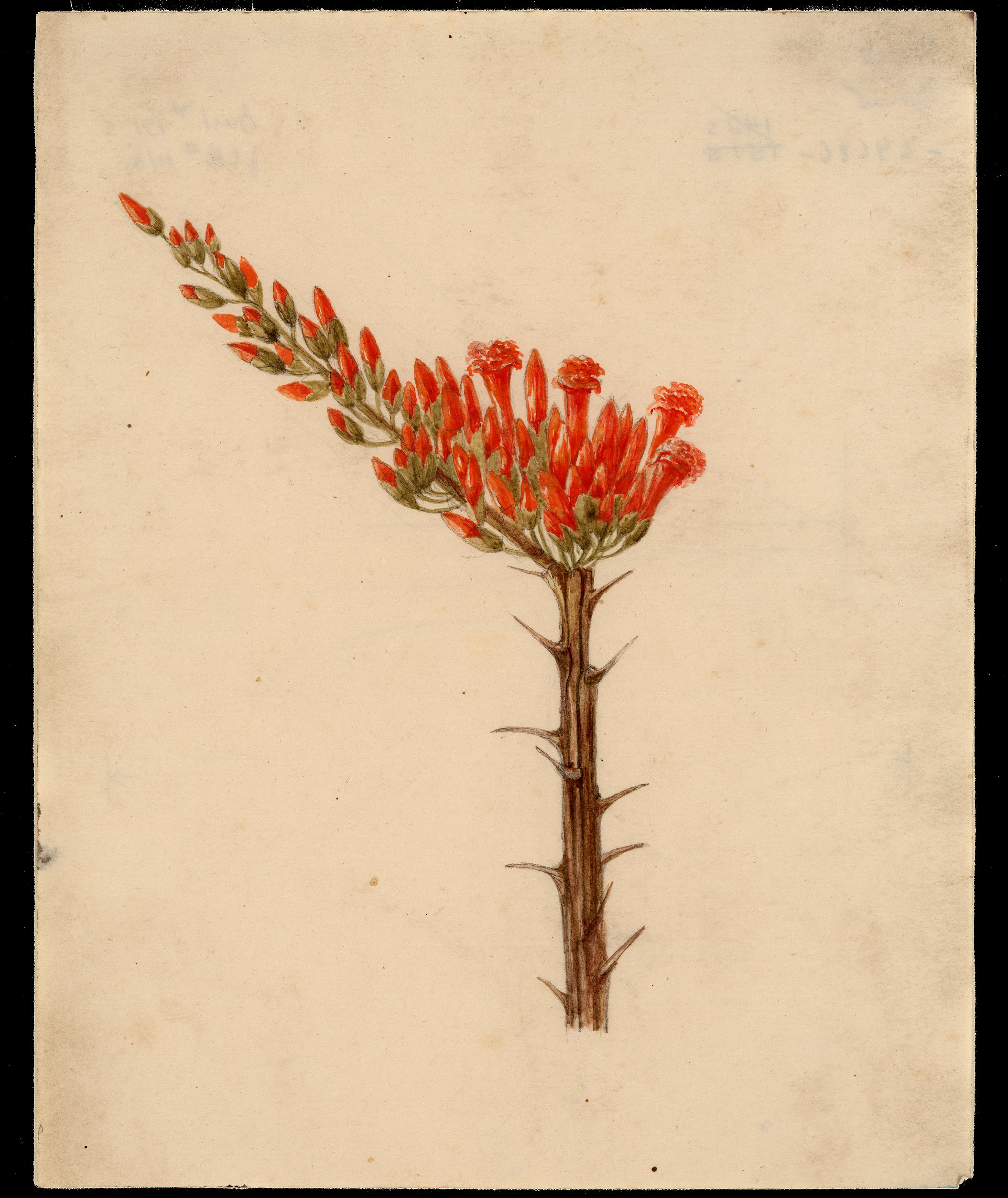
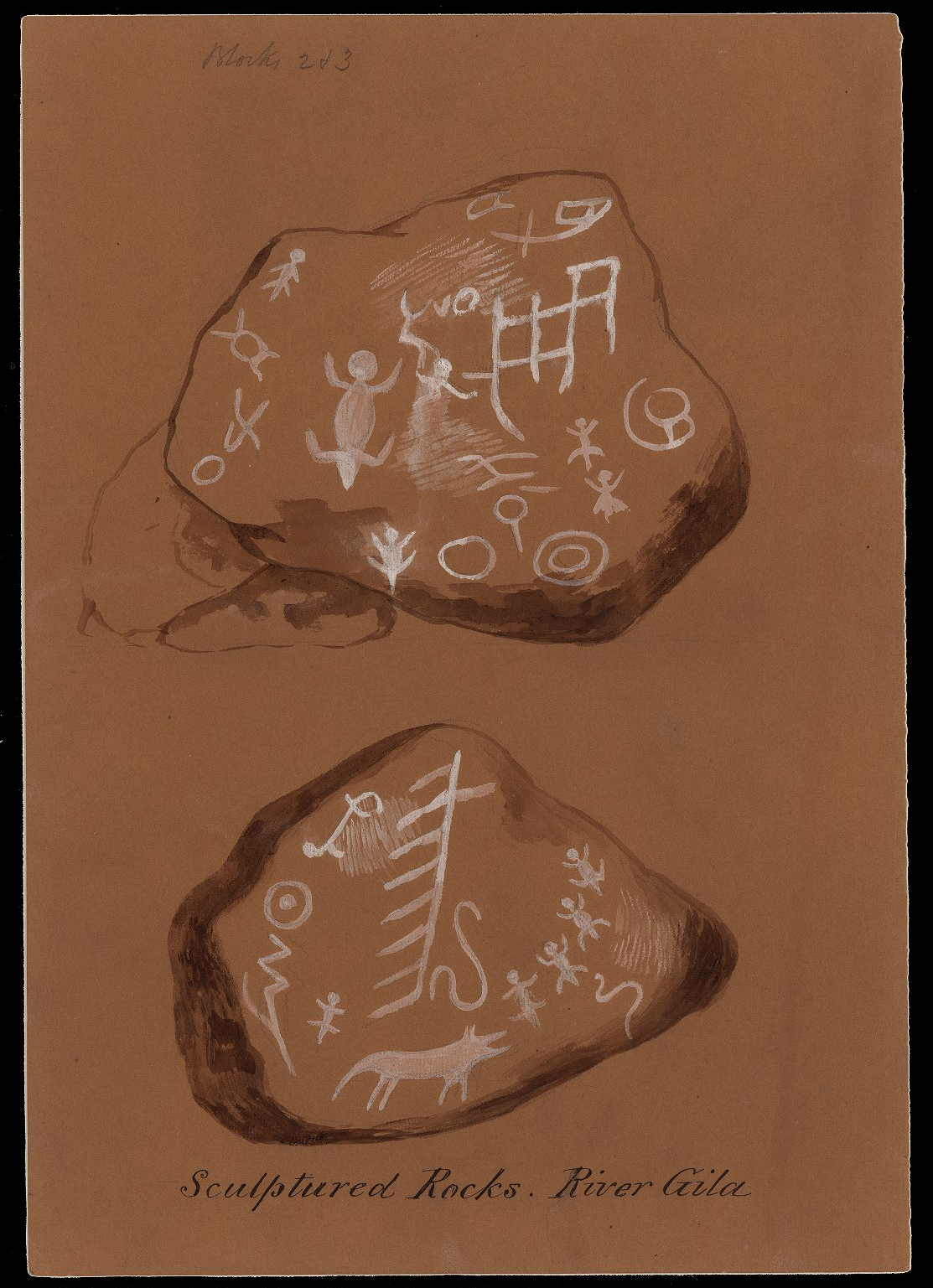
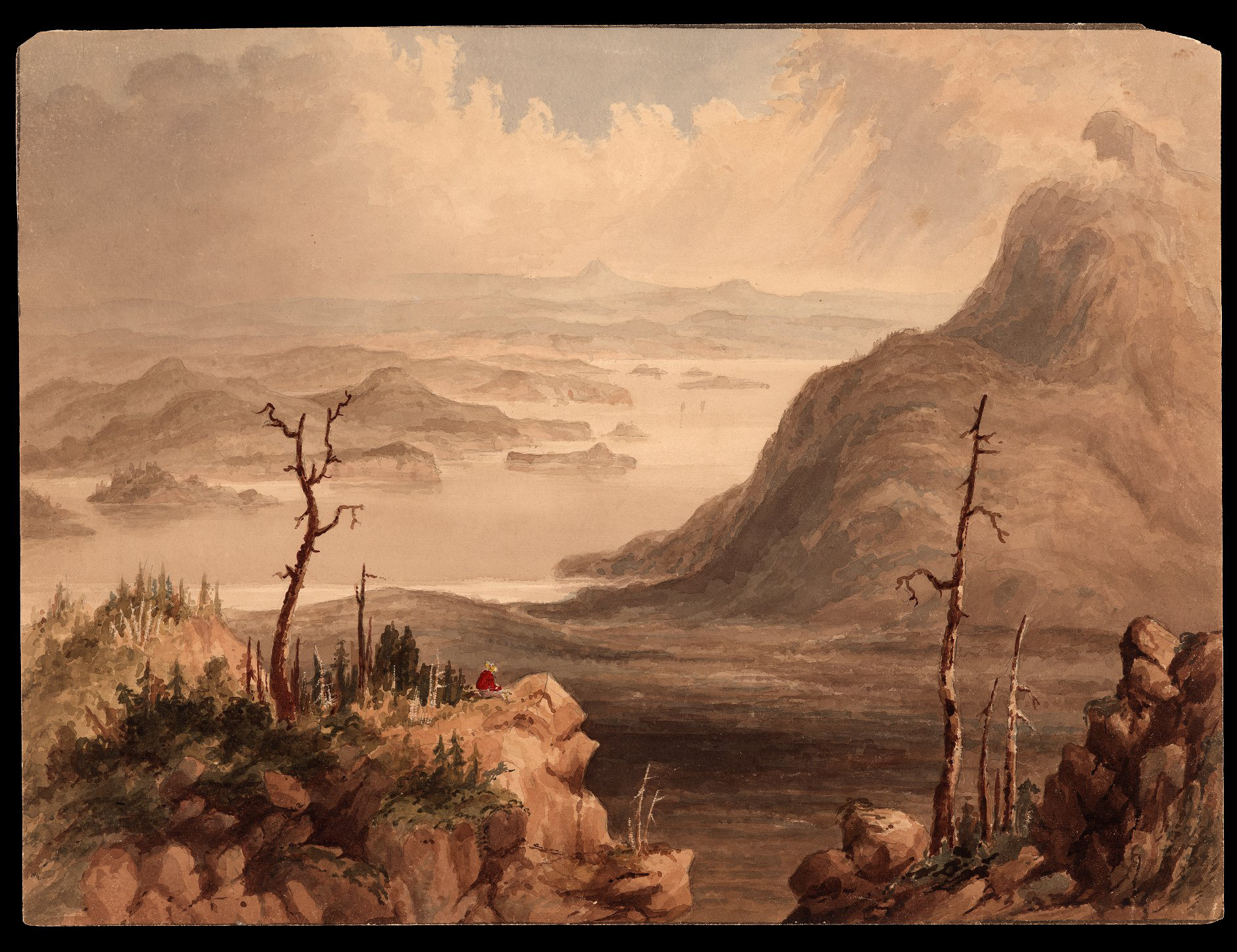